# Nana Visitor
Nana Visitor, rojena Tucker , ameriška filmska in televizijska igralka, * 26. julij 1957, New York, New York ZDA.
Najbolj je znana po vlogi badžorske majorke Kire Nerys v znanstvenofantstični televizijski nanizanki Zvezdne steze: Deep Space Nine (DS9) in Jean Ritter v televizijski nanizanki Wildfire.
1. ↑  Person Profile // Internet Movie Database — 1990.
2. ↑  Internet Broadway Database — 2000.